# Studzieniec (Mława)
Studzieniec – część miasta Mława w województwie mazowieckim. Leży w rejonie ulicy Studzieniec na północ od centrum miasta.
W latach 1975–1998 miejscowość administracyjnie należała do województwa ciechanowskiego.